# Eudocimus
Eudocimus is een geslacht van vogels uit de familie van de ibissen en lepelaars (Threskiornithidae).

## Soorten
Het geslacht kent de volgende soorten:
- Eudocimus albus – Witte ibis
- Eudocimus ruber – Rode ibis